# Constantinos Stylianou

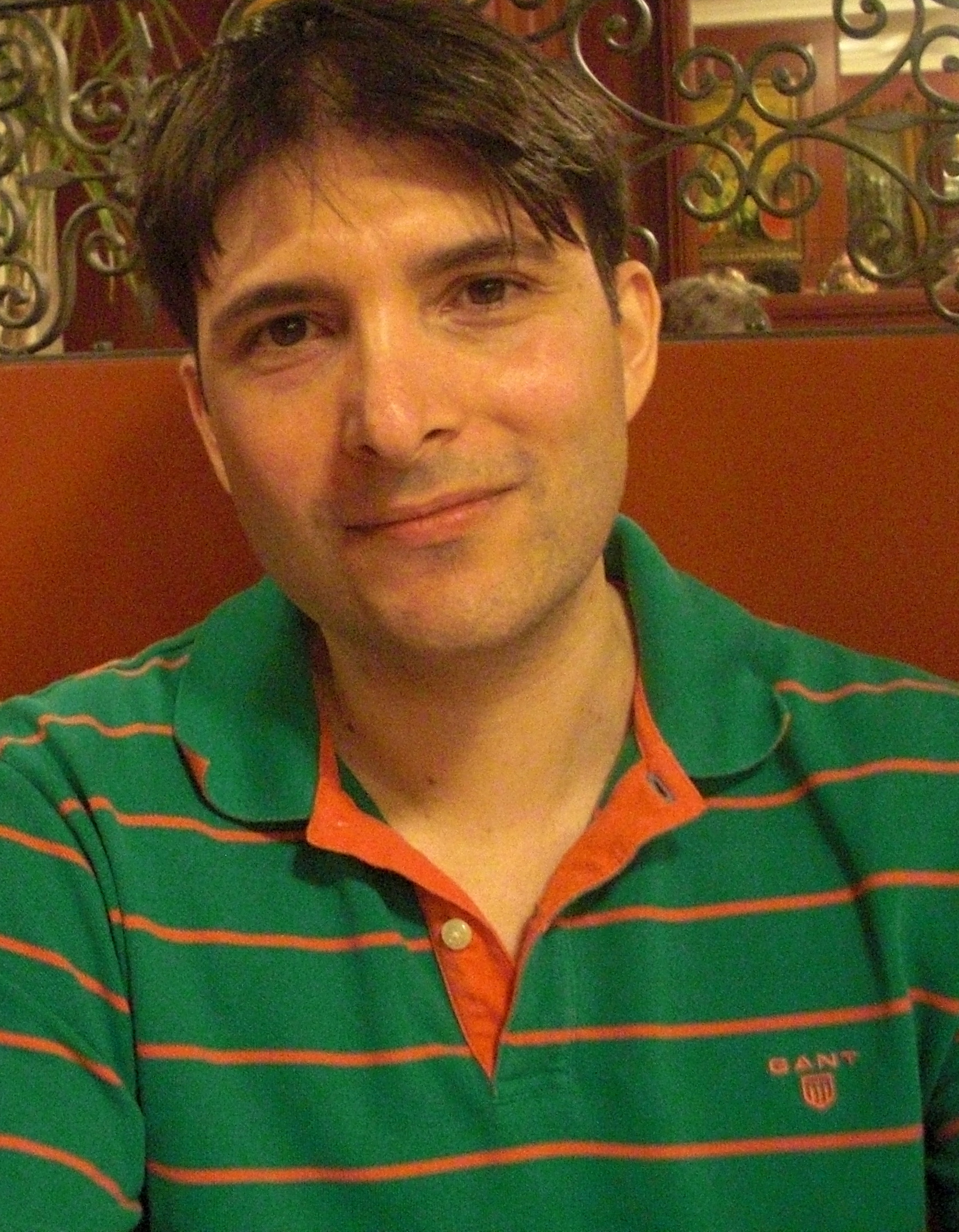
Constantinos Stylianou 2012

Constantinos Stylianou (* 6. April 1972 in Nikosia) ist ein griechisch zypriotischer Komponist und Pianist.

## Leben
Constantinos Stylianou studierte Komposition in London, wo er seit den frühen 1990er-Jahren lebt und arbeitet. Sein kompositorisches Schaffen reicht von Klaviermusik über Kammermusik, zahlreiche Liederzyklen und symphonische Werke bis hin zu der Oper Picknick im Felde nach dem Stück von Fernando Arrabal (Uraufführung Landestheater Linz 2009).

## Werke (Auswahl)
- Efialtis für Streichorchester (2001)
- Exploration 2 für Soloklavier (2003)
- Mr. C! für Klavier zu vier Händen (2003–2004)
- 3 Scenes from a funeral für Klavierquintett (2003–2004)
- Vouttiman Heliou für Orchester (2004)
- 3 Orchestral pieces für Orchester (2006)
- Joy für Violine und Klavier (2006)
- Chansons de fin cuer (sans mentir!), Liederzyklus in Altfranzösisch für Sopran, Klavier, Flöte und Violoncello (2006)
- Of the beautiful kingdom, Liederzyklus zu zeitgenössischer griechisch-zypriotischer Lyrik für Sopran und Klavier (2007)
- Picknick im Felde, Oper in einem Akt (2009)
- L'or et l'ombre, Liederzyklus zu Gedichten von Markus Hediger für hohe Stimme und Klavier (2011)
- 12 Preludes for piano für Soloklavier (2008–2012)
- Four Seasons für Holzbläserquintett (2013)
- Concerto for Viola and Orchestra in C minor (2012)
- Sonata for violin and piano (2016)
- Sonata for viola and piano N° 1, in F minor (2019)
- Sonata for viola and piano N° 2, in E flat major (2020)
- Sonata for cello and piano in C major (2020)
- Sonata for flute and piano (2021–22)
- Sonata for clarinet and piano (2022)